# Simone Felber
Simone Felber (* 1. November 1992 in Luzern) ist eine Schweizer Mezzosopranistin, die als Jodlerin eine «prägende Stimme der zeitgenössischen Volksmusik» ist.

## Leben und Wirken
Felber sang bereits als Kind im Chor, nahm früh an Chorwettbewerben teil und absolvierte 2012 die Matura mit Schwerpunkt Musik. Bereits während des klassischen Gesangsstudiums an der Hochschule Luzern nahm sie zusätzlich Unterricht bei der Jodlerin Nadja Räss und suchte den Austausch mit Naturjodlern. Erst im letzten Studiensemester wurde ihr das Jodeln als Nebenfach anerkannt.
2016 gründete sie ihr Trio «Simone Felbers iheimisch» (mit Adrian Würsch am Schwyzerörgeli und zunächst Pirmin Huber am Kontrabass), mit dem sie international auftrat und 2020 die selbstproduzierte CD «Ha ame ne Ort es Blüemeli gseh» veröffentlichte, dem 2024 in veränderter Besetzung das Album «Totätanz» folgte. Daneben gehört sie seit 2018 zum Frauen-a-cappella-Quartett «famm», mit welchem sie «s’– ein Liederprogramm über s’Babeli, s’Liseli und andere starke Frauen» aufführte. Gemeinsam mit dem Pianisten Lukas Gernet entwickelte sie im Duo «hedi drescht» neue Jodellieder und letztlich das Programm «äinigermasse dehäi» (seit 2022). Zudem trat sie im Duo mit dem Zürcher Electro-Musiker James Varghese auf und leitet den feministischen Jodelchor «Echo vom Eierstock».
Ausserdem arbeitet Felber als Gesangspädagogin an der Musikschule Einsiedeln und gibt Kurse bei der Klangwelt Toggenburg.

## Preise und Auszeichnungen
2022 erhielt Felbers Projekt «totätanz» den «Get Going!» der Fondation Suisa. Sie wurde 2024 mit dem Musikpreis des Bundesamts für Kultur ausgezeichnet.